# Aleksandr Pokrixkin
Aleksandr Ivànovitx Pokrixkin (rus: Алекса́ндр Ива́нович Покры́шкин; 6 de març de 1913-13 de novembre de 1985) va ser un mariscal de la Força Aèria Soviètica. Va ser nomenat Heroi de la Unió Soviètica en 3 ocasions (1943, 1943, 1944).
A més de les seves 3 Estrelles d'Heroi, va rebre 6 ordes de Lenin, l'orde de la Revolució d'Octubre, 4 ordes de la Bandera Roja, 2 ordes de Suvórov (2a classe), 2 ordes de l'Estrella Roja, a més d'un munt de medalles més, soviètiques i estrangeres, com la Medalla del Servei Distingit nord-americana.
Pokrixkin va ser el gran tàctic de la Força Aèria Soviètica durant la Segona Guerra Mundial. Gairebé lluita tot sol per canviar les tàctiques obsoletes dels soviètics el 1941, quan tot just començà la guerra. Anant contra l'establisment i desafiant obertament la doctrina de combat aprovada pel Partit, la qual cosa pràcticament li costà la carrera i, possiblement, la vida. Després de criticar àmpliament les tàctiques oficials que comportaren grans pèrdues i d'ensenyar als seus companys pilots les tàctiques que ell mateix havia inventat, va ser deixat a terra i estava previst que fos sotmès a consell de guerra. Però les seves innovacions arribaren a oïdes d'alguns superiors a Moscou, i en lloc de ser jutjat va ser condecorat i promogut. Al final de la guerra, els seus escrits havien estat publicats i distribuïts entre tots els pilots soviètics, i ell es dedicà a anar pels regiments de caça per ensenyar als joves pilots les seves tècniques.

## Biografia
Pokrixin va néixer a Novossibirsk, fill d'un camperol convertit en obrer en una fàbrica. Va créixer en una zona pobre de la ciutat, infestada de crims, però a diferència dels seus companys estava més interessat en l'estudi que no pas en les batusses i els petits crims. El seu malnom durant l'adolescència va ser "enginyer". Durant una exhibició aèria quan tenia 12 anys se li va despertar el "cuc de l'aviació", i el somni mai no s'esvaí. El 1928, després de 7 anys a l'institut, començà a treballar a la construcció. El 1930, malgrat les protestes dels seus pares, abandonà la llar paterna i ingressà en un institut tècnic, on es graduà 18 mesos després i treballà durant 6 mesos més com a treballador de l'acer a una fàbrica local de municions. Posteriorment s'allistà voluntari a l'exèrcit i va ser enviat a una escola d'aviació: el seu somni finalment semblava ser real. Malauradament l'escola de vol tancà de cop i volta, i els estudiants van ser enviats perquè es preparessin com a mecànics d'aviació. Dotzenes de peticions oficials van denegar-se amb un simple "l'aviació soviètica també necessita mecànics".
Malgrat el contratemps, Pokrixin va voler excel·lir com a mecànic. Es graduà el 1933, ascendint ràpidament. El desembre de 1934 va arribar a Mecànic Superior d'Aviació de la 74a divisió d'infanteria. Continuà en aquest rang fins a novembre de 1938; i durant aquesta època la seva naturalesa creativa es va fer clarament visible, inventant millores per la metralladora XKAS i l'avió de reconeixement R-5, entre altres coses.
Finalment, durant unes vacances a l'hivern de 1938 Pokrixin va poder circumval·lar les autoritats passant un programa de pilot civil d'un any de durada en només 17 dies. Així era automàticament elegible per a l'acadèmia de vol. Sense ni tan sols fer la maleta, pujà a un tren per anar a l'acadèmia, d'on es graduà el 1939 amb tots els honors i el rang de Tinent, sent destinat al 55è Regiment de Caça.

### La II Guerra Mundial

#### Primeres experiències
Al juny de 1941 estava destinat a Moldàvia, prop de la frontera, i el seu aeròdrom va ser bombardejat el 22 de juny, en el primer dia de la guerra. El seu primer combat aeri va ser un desastre: veient un avió a l'aire d'un tipus que mai no havia vist abans, l'atacà abatent-lo, només per adonar-se'n mentre queia que tenia les estrelles roges soviètiques a les ales: es tractava d'un bombarder lleuger Su-2, un nou tipus de bombarder que s'havia mantingut en secret fins i tot per als pilots. Llavors es volà frenèticament al davant de tota la resta de pilots MiG 3, que s'estaven alineant amb altres bombarders Sukoi, evitant qualsevol altra victòria alemanya feta per pilots de la seva unitat. El pilot del Su-2 va sobreviure, encara que el seu artiller va morir.
L'endemà reclamà la seva primera victòria, un Bf 109, quan ell i el seu company volaven en una missió de reconeixement i van ser atacats per 5 caces enemics. El 3 de juliol, havent reclamat més victòries, va ser abatut per l'artilleria antiaèria alemanya darrera les línies, trigant quatre dies a tornar a la seva unitat. Durant les primeres setmanes de la guerra, Pokrixin començà a veure clarament fins a quin punt la doctrina de combat soviètica estava desfasada, i començà a esbossar les seves pròpies idees, anotant-les meticulosament. Curosament guardà tots els detalls dels combats aeris tant seus com dels seus amics, arribant a una anàlisi detallada de cadascun. Va lluitar en condicions molt complicades: retirades constant, un control i una comunicació pobre o nul·la, i unes possibilitats gairebé inexistents contra un enemic altament superior. Posteriorment afirmaria que "qui no va lluitar el 1941-42 no ha tastat realment la guerra".
Pokrixin va sobreviure a diversos ensurts durant aquella època. Una ràfega de metralladora va impactar a la dreta de la cabina, va tallar les corretges de l'espatlla, va rebotar a l'esquerra i li va rascar la barbeta, omplint el tauler de sang. En dues ocasions, bombes sense explotar van caure entre els seus peus, en una ocasió en un dramàtic a baix nivell per dos Ju-88s. Pokrixin intentà defensar el seu caça, un dels pocs que quedaven en servei, retirant una metralladora d'un bombarder i posant-la a sobre del fuselatge del seu caça. Un dels bombarders va veure a Pokrixin disparant l'única metralladora i es dirigí cap allà, llençant bombes petites. Pokrixin va veure una sèrie d'explosions apropant-se cap a ell, però la bomba que va caure al seu costat no explotà: el Ju-88 l'havia llançat des de massa poca alçada, i la bomba no va tenir temps d'armar-se abans d'impactar a terra.
Durant 1941, després que la unitat fos traslladada a Kotovsk, es rebé l'orde de retirar els canons 13mm dels Mig-3 per ser instal·lats en un avió de nova producció. L'únic problema és que el MiG-3 estava armat amb una parella de metralladores de 7,62mm (calibre 0.30) i una única metralladora pesant de 12,7 ó 13mm (calibre 0.5). Això deixava l'avió poc armat, excepte per la bomba de 100 kg que portava sota cada ala, que posteriorment es canviarien per coets, o per més dipòsits de munició de 7,62mm just al costat del tren d'aterratge. La unitat començava a emprar-se per als atacs aire-terra. 10 I-16 van rebre's per a aquest propòsit. Els MiG-3 només es rebien ocasionalment, i posteriorment la unitat començà a reequipar-se amb Yak-1 d'altres unitats per usar-los com a cobertura. L'agost de 1941, Pokrixin, volant amb un MiG-3 (possiblement amb camuflatge d'hivern), s'enlairà en condicions de pluja després que dos pilots s'estavellessin en enlairar-se. La seva missió era localitzar el grup de tancs de von Kleist, que s'havia aturat davant de Xakhty, i llavors les forces soviètiques li havien perdut el rastre. Després d'una estona volant a baixa alçada, amb poc combustible, i amb aquelles condicions atmosfèriques, els aconseguí trobar i va aconseguir tornar a la base amb la seva important informació. Per haver completat amb èxit aquesta missió, va ser condecorat amb l'orde de Lenin.
A finals d'estiu de 1942, el seu regiment abandonà les línies del front per rebre un nou tipus de caça, el P-39 Airacobra. Mentre que s'entrenava a la rereguarda, Pokrixin topà sovint amb el nou comandant del regiment, que no podia suportar la seva crítica cap a la doctrina de combat aeri soviètic. El comandant fabricà un cas de consell de guerra, acusant Pokrixin de covardia, d'insubordinació i de desobeir ordres. Pokrixin va haver de quedar-se a terra, retirat del quarter general del regiment, i se li cancel·là la seva afiliació al Partit. Poc després que els seus superiors intervinguessin el cas es desestimà, reintegrant-lo a la unitat.

#### Kuban
La contribució més significativa de Pokrixin a l'esforç de guerra i el rècord de victòries més impressionant va ser durant la batalla a la regió del Kuban de 1943. L'àrea oriental de la península de Crimea havia vist encesos combats aeris durant els mesos que van precedir l'assalt soviètic sobre Crimea, on els regiments aeris soviètics amb base a Kuban van llançar-se contra els Geschwader de la Luftwaffe. El regiment de Pokrixin va dirigir-se contra unitats de caces ben conegudes alemanyes com el JG 51 'Mölders', el JG 52 i el JG 3 'Udet'. La regió va ser escenari d'alguns dels combats de caces més ferotges del Front Oriental, amb combats aeris en què participaven més de 200 avions. Les tàctiques innovadores de Pokrixin d'usar diferents tipus de caces escalats en alçada, anomenat model de vol "pèndol" per patrullar l'espai aeri, i l'ús de radars amb base a terra, controladors a terra i un sistema central de control terrestre que portaria la primera gran victòria de la Força Aèria Soviètica sobre la Lufwaffe. A l'estiu de 1942, el 4t Exèrcit Aeri, del qual Pokrixkim en formava part, rebé les primeres estacions mòbils de radar.
A inicis de gener de 1943, el 16è GIAP va ser enviat al 25 ZAP, prop de la frontera amb Iran, per reequipar-se amb els nous avions, i també per rebre molts pilots. Diversos d'aquests van haver d'arribar en ferry des de l'Iran. Quan havien retards en el muntatge per part dels americans al costat iranià de la frontera, els pilots soviètics creien que els americans estaven sabotejant l'esforç de guerra. Va ser en aquesta època quan la unitat es convertí als P-39 Airacobra, passant a ser el 3r esquadró del regiment. El 16è de Guàrdies rebé el darrer dels quals va ser assignat a Pokrixkim, i 11 P-39D-2s. La unitat tornà a l'acció el 8 d'abril de 1943.
El 9 d'abril de 1943, durant la primera missió amb un Airacobra reclamà haver destruït un Bf 109, però només va poder tenir la confirmació de dos dels set avions abatuts el 12 d'abril. Aconseguí noves victòries el 15, el 16 i el 20 d'abril, aconseguint quatre victòries durant una única sortida el 29 d'abril Pokrixim rebé el seu primer títol d'Heroi de la Unió Soviètica el 24 d'abril, sent promogut a major al juny, sent l'oficial comandant del seu esquadró. El 23 de juny canvià el seu vell P-39K-1, 42-4421 "Blanc 13" pel famós– i, incidentalment, sense cap marca d'estrelles de victòria – P-39N, 42-9004 "Blanc 100", amb el que volà fins al final de la guerra, excepte de la prova de l'autobahn Berlín com a pista d'aterratge en un Konsantin Sukhov "Blanc 50", que va ser molt fotografiat.
Un dels combats més famosos en el que va participar va tenir lloc el 29 d'abril de 1943. Vuit dels Aircobras de Pokrixkim van ser dirigits des del control de terra cap a un gran grup d'avions enemics. Tres esquadrons sencers dels obsolets Junkers Ju-87 Stukas estaven sent escortats per un geschwader de Bf-109s. Atacant des del Sol, dos P-39s van atacar els caces, mentre que els altres sis es dirigien contra la formació de bombarders, repetint l'atac en dues ocasions usant el mètode de Pokrixkin d'intercanviar les direccions d'atac. Els soviètics van reclamar abatre 12 Stukas, amb Pokrixkim reclamant-ne 5.
En posteriors combats, Pokrixkin normalment assumia el paper més difícil, atacant el líder dels caces d'escorta alemanys. Com va aprendre durant 1941-42, abatre el líder de vol tenia un gran efecte desmoralitzador sobre l'enemic i sovint feia que giressin cua cap a casa. El 21 de setembre, Pokrixkim participà en un altre combat aeri de gran profit: aquest va tenir lloc a baixa altitud a la dreta de la línia del front. Va ser sorprès per dotzenes de periodistes i representants de l'alt comandament: Pokrixkim havia abatut 3 Ju-88 en una única passada, potser superat per l'odi, car s'havia assabentat que tota la família d'un amic proper havien estat morts als territoris ocupats pels alemanys. Només es confirmaren dues victòries, car el tercer Ju-88 va quedar registrat com abatut per l'explosió del segon i no pas pel foc de Pokrixkin.
El 20 d'agost de 1943, Isaev, que havia estat el navegant de la unitat, i que havia estat promogut a oficial comandant i amb el qual Pokrixkim tenia grans diferències, va prendre mesures perquè es retirés l'Estrella d'Heroi de Pokrixkim, se l'expulsés del regiment i se'l portés davant d'un tribunal. Des de les 10 del vespre d'aquella nit fins l'endemà, Pokrixkim, el major Taranienko del 298 IAP i el Comissari del 16è de la Guàrdia, Gubarevim, juntament amb diversos Osobists (gent de l'NKVD) van realitzar diversos interrogatoris i investigacions que s'estengueren durant l'endemà. Gubarevim, amb penes i treballs, va poder netejar el nom i la reputació de Pokrixkim, i Saxa va rebre la seva segona Estrella d'Heroi de la Unió Soviètica el 24 d'agost.

#### 1944-1945
Al febrer de 1944, Pokrixkin rebé l'oferta de ser promogut i destinat a un càrrec de direcció ensenyant nous pilots. Immediatament rebutjà l'oferiment, quedant-se al seu vell regiment amb el seu rang. Tot i això no tornà a volar gaire més. Pokrixkin s'havia convertit en un famós heroi per obra de la propaganda, i no se li permetia volar gaire sovint per la por que caigués mort. En canvi, Pokrixkin passà molt de temps al búnquer de ràdio, dirigint els vols dels seus regiments des de la ràdio. Al juny de 1944, Pokrixkin va ser promogut a coronel i rebé el comandament de la 9a Divisió Aèria de la Guàrdia.
El 19 d'agost de 1944, Pokrixkin rebé la seva tercera Estrella d'Or d'Heroi de la Unió Soviètica per les seves 550 sortides sobre el front i les seves 53 victòries. Va ser la primera persona a rebre 3 Estrelles, i és l'únic soldat soviètic en rebre-ho en temps de guerra. Se li prohibí definitivament tornar a volar, encara que va fer-ho en alguna ocasió aconseguint alguna victòria més.
De les seves 65 victòries, només sis van ser durant els dos darrers anys de guerra. El gruix de les seves victòries va ser durant l'època en què els soviètics lluitaven en desavantatge, incloent algunes de les majors marques de qualsevol pilot soviètic durant el difícil primer any de la guerra.

### Després de la guerra
En finalitzar la Segona Guerra Mundial, Pokrixkin es trobà deixat de costat per la seva preferència durant la guerra pels avions no-soviètics. Va ser repetidament oblidat en les promocions. Només després de la mort de Stalin recuperà el favor, sent finalment promogut a General de l'Aire. Tot i això mai no assolí una posició molt alta en la Força Aèria Soviètica, principalment servint en llocs de comandament regionals. El seu màxim càrrec va ser president del DOSAAF, un organisme principalment civil que es dedicava principalment a entrenar a joves civils i preparar-los pel servei a la Força Aèria. Pokrixkin es trobà de nou en l'ostracisme a causa de la seva honestedat. Malgrat les pressions, mai no va escriure res o donà suport a la glorificació del premier Leonid Bréjnev en la batalla de Kuban, on Bréjnev era un general menor. Va morir el 13 de novembre de 1985.
Va escriure diversos llibres sobre les seves experiències de guerra. Va aparèixer en diversos episodis de la sèrie de documentals Unknown War, narrats per Burt Lancaster.
Es va donar el seu nom a un carrer, una plaça i una estació de metro a Novossibirsk. També se li donà el seu nom a un planeta menor, el 3348 Pokrixkin, descobert per l'astrònom soviètic Nikolai Stepanovitx Txernikh el 1978.

## Condecoracions
Heroi de la Unió Soviètica (3) (24 de maig de 1943, medalla 993; 24 d'agost de 1943, medalla 10; 19 d'agost de 1944, medalla 1)
 Orde de Lenin (6)
 Orde de la Revolució d'Octubre
 Orde de la Bandera Roja (4)
 Orde de Suvórov de 2a classe (2)
 Orde de la Guerra Patriòtica de 1a classe
 Orde de l'Estrella Roja (2)
 Orde del Servei a la Pàtria a les Forces Armades de 3a classe (n. 39)
 Medalla pel Servei de Combat
 Medalla de la defensa del Caucas
 Medalla de la victòria sobre Alemanya en la Gran Guerra Patriòtica 1941-1945
 Medalla per la Tasca Meritòria durant la Gran Guerra Patriòtica de 1941-1945
 Medalla per l'Alliberament de Praga
 Medalla per la Conquesta de Berlín
 Medalla del 30è Aniversari de l'Exèrcit i l'Armada Soviètics
 Medalla del 800è Aniversari de Moscou
 Medalla del 40è Aniversari de les Forces Armades Soviètiques
 Medalla pel Desenvolupament de les Terres Verges
 Medalla del 20è Aniversari de la Victòria en la Gran Guerra Patriòtica
 Medalla del 50è Aniversari de les Forces Armades Soviètiques
 Medalla del Centenari de Lenin
 Medalla del 30è Aniversari de la Victòria en la Gran Guerra Patriòtica
 Medalla del 60è Aniversari de les Forces Armades Soviètiques
 Medalla per la Consolidació de la Cooperació de Combat
 Medalla del 1500è Aniversari de Kíev
 Medalla dels Veterans de les Forces Armades Soviètiques
 Medalla del 40è Aniversari de la Victòria en la Gran Guerra Patriòtica
 Medalla del Servei Distingit a l'Exèrcit (Estats Units)
Orde de Karl Marx (RDA)
 Creu de Plata de l'orde Virtuti Militari (Polònia)
  Comendador de l'Orde de la Restitució de Polònia (Polònia)

## Sumari de victòries
Bf 109: 34
Ju-87: 19
Ju-88: 15
Ju 52: 5
Hs-126: 4
Fw-190: 2
Bf-110: 1
Hs-129: 1
Total: 88